# Чистец критский
Чистец критский (лат. Stáchys cretica) — вид многолетних травянистых растений рода Чистец (Stachys) семейства Яснотковые (Lamiaceae).

## Распространение и экология
Распространён в Юго-восточной Европе, Франции, Италии, на Украине, Кавказе, в Малой Азии.
Растёт по сухим склонам и среди кустарников.

## Ботаническое описание
Стебли прямые, маловетвистые, высотой 30—60 см, густоопушённые.
Нижние листья продолговато-линейные, у основания суженные, длиной 5—7 см, шириной 1—1,6 см, на широких черешках, мелко городчатые; верхние — треугольно-ланцетные, цельнокрайные, сверху оливково-зелёные.
Цветки собраны в многоцветковые мутовки, у основания отставленные, вверху сближенные; прицветники линейные, заострённые; чашечка войлочно-пушистая, трубчато-колокольчатая, с треугольно-ланцетными зубцами; венчик пурпурный, верхняя губа двузубчатая, мохнатая, нижняя — трёхлопастная.
Орешки широкоовальные, ячеисто-бугорчатые.

## Классификация

### Таксономия
Вид Чистец критский входит в род Чистец (Stachys) подсемейства Яснотковые (Lamioideae) семейства Яснотковые (Lamiaceae) порядка Ясноткоцветные (Lamiales).
|  |                                      |  |                                                             |                                                             |                      |  | ещё около 20 семейств (согласно Системе APG II) | ещё около 20 семейств (согласно Системе APG II) |                         |  |  |  | ещё около 35 родов  | ещё около 35 родов  |  |  |
|  |                                      |  |                                                             |                                                             |                      |  | ещё около 20 семейств (согласно Системе APG II) | ещё около 20 семейств (согласно Системе APG II) |                         |  |  |  | ещё около 35 родов  | ещё около 35 родов  |  |  |
|  |                                      |  |                                                             | порядок Ясноткоцветные                                      |                      |  |                                                 |                                                 | подсемейство Яснотковые |  |  |  |                     | вид Чистец критский |  |  |
|  |                                      |  |                                                             | порядок Ясноткоцветные                                      |                      |  |                                                 |                                                 | подсемейство Яснотковые |  |  |  |                     | вид Чистец критский |  |  |
|  | отдел Цветковые, или Покрытосеменные |  |                                                             |                                                             | семейство Яснотковые |  |                                                 |                                                 | род Чистец              |  |  |  |                     |                     |  |  |
|  | отдел Цветковые, или Покрытосеменные |  |                                                             |                                                             |                      |  |                                                 |                                                 |                         |  |  |  |                     |                     |  |  |
|  |                                      |  | ещё 44 порядка цветковых растений (согласно Системе APG II) | ещё 44 порядка цветковых растений (согласно Системе APG II) |                      |  |                                                 | ещё 7 подсемейств                               | ещё 7 подсемейств       |  |  |  | ещё более 300 видов |                     |  |  |
|  |                                      |  |                                                             | ещё 44 порядка цветковых растений (согласно Системе APG II) |                      |  |                                                 |                                                 | ещё 7 подсемейств       |  |  |  |                     |                     |  |  |